# 藤枝市立高洲中学校
藤枝市立高洲中学校（ふじえだしりつ たかすちゅうがっこう）は、静岡県藤枝市与左衛門にある公立中学校。

## 概要
通称は高中（たかちゅう）。朝の5分を使って、朝読書をしている。清掃・帰りの会の後は合唱練習をしている。
校歌の作詞は桑高房治、作曲は渡辺浦人。生徒会の歌の作詞は滝井広治、作詞は鈴木ひで子。
生徒数は647名である（2012年5月現在）。

## 沿革

### 年表
- 1947年（昭和22年） - 高洲中学校（新制中学校）として設立される。
- 1975年（昭和50年） - 新校舎に移転。そのさい、学校移転祭（翌年から鷹の羽祭に名前を変更）を行う。
- 1991年（平成3年） - ブラジル体操を始める
- 2005年（平成17年）6月〜11月 - 体育館の耐震化工事
- 2009年（平成21年）7月 - 旧校舎の耐震化工事
- 2012年（平成24年）4月 - 特別支援学級を設置、校内の一部のトイレをバリアフリー化

## 教育方針
- 教育目標
  - 自立
  - 共生
  - 躍動

- 校訓
  - あたたかな心
  - 深く考え創り出す力
  - 強い意志とからだ

- 重点目標（2007年度）
  - 自ら求め 共に高め合う生徒

## ステージ制
1年を5つのステージにわける。また、そのステージのテーマがある。（2007年度現在）
- 4月1日〜5月27日 出会いと仲間づくりのステージ
- 5月28日〜7月25日 生活充実のステージ
- 7月26日〜10月21日 挑戦と団結のステージ
- 10月22日〜12月31日 学習充実のステージ
- 1月1日〜3月31日 感謝と旅立ちのステージ

## 学校行事
| - 4月 入学式、始業式、各種健康診断 - 5月 家庭訪問 1年 市内研修（2006年度までは宿泊体験） 2年 職場体験（2006年度までは自然体験教室） 3年 修学旅行 - 6月 | - 7月 終業式 - 8月 - 9月 始業式 鷹の羽祭 体育の部 | - 10月 立会演説会 鷹の羽祭 合唱部 - 11月 生徒大会 - 12月 終業式 | - 1月 始業式 - 2月 新入生説明会 - 3月 修了式、卒業式、離任式 |

## 専門委員会
校内では○○専門委員会のことを○○専と言う。
- 生徒会本部
- 評議員
- 生活専
- 保健専
- 体育専（鷹の羽専から変更）2024年から廃止
- 図書専
- 貢献専（愛校専から変更）
- 美化専
- 放送専
- 給食専
- 歌声専
- 選挙管理委員

## 部活動
15の部活動がある。部活動日は月・水曜日以外の曜日である。また、原則的には、土日はどちらか1日のみの活動（ただし、大会や大会前はその限りではない）。
- 運動系
  - 野球部
  - 男子サッカー部
  - 女子サッカー部
  - 男子ソフトテニス部
  - 女子ソフトテニス部
  - 男子バレーボール部
  - 女子バレーボール部
  - ソフトボール部
  - 男子卓球部
  - 女子卓球部
  - 男子バスケットボール部
  - 女子バスケットボール部
  - 剣道部

- 文化系
  - 吹奏楽部
  - 美術部
  - パソコン部

## 小学校区
- 藤枝市立高洲小学校
- 藤枝市立高洲南小学校
- 藤枝市立青島東小学校（一部）

## 交通
- しずてつジャストライン 高洲中学校前より徒歩2分

ただし、登下校は基本的に徒歩である。

## 著名な関係者
- 牧田勝吾 - プロ野球選手（元オリックス・バファローズ）
- 大井健太郎 - プロサッカー選手（ジュビロ磐田）
- 北原佳奈 - 女子サッカー選手（ベガルタ仙台レディース）